# Hiracodòntids
Els hiracodòntids són una família extinta de perissodàctils prehistòrics que visqueren entre l'Eocè superior i el Miocè inferior. Estaven emparentats amb els rinoceronts actuals.